# Oscar Dorley
Oscar Murphy Dorley (Monrovia, 19 luglio 1998) è un calciatore liberiano, centrocampista dello Slavia Praga e della nazionale liberiana.

## Carriera

### Club
Ha esordito nella stagione 2013-2014 con il Monrovia Club Breweries, in Liberia.
In seguito, ha giocato nella prima divisione lituana ed in quella ceca.

### Nazionale
Ha esordito con la nazionale liberiana nel 2015, a 17 anni appena compiuti.

## Statistiche

### Cronologia presenze e reti in nazionale
| Cronologia completa delle presenze e delle reti in nazionale ― Liberia | Cronologia completa delle presenze e delle reti in nazionale ― Liberia | Cronologia completa delle presenze e delle reti in nazionale ― Liberia | Cronologia completa delle presenze e delle reti in nazionale ― Liberia | Cronologia completa delle presenze e delle reti in nazionale ― Liberia | Cronologia completa delle presenze e delle reti in nazionale ― Liberia | Cronologia completa delle presenze e delle reti in nazionale ― Liberia | Cronologia completa delle presenze e delle reti in nazionale ― Liberia |
| Data                                                                   | Città                                                                  | In casa                                                                | Risultato                                                              | Ospiti                                                                 | Competizione                                                           | Reti                                                                   | Note                                                                   |
| ---------------------------------------------------------------------- | ---------------------------------------------------------------------- | ---------------------------------------------------------------------- | ---------------------------------------------------------------------- | ---------------------------------------------------------------------- | ---------------------------------------------------------------------- | ---------------------------------------------------------------------- | ---------------------------------------------------------------------- |
| 5-7-2015                                                               | Monrovia                                                               | Liberia                                                                | 1 – 1                                                                  | Guinea                                                                 | Campionato d'Africa 2016                                               | -                                                                      |                                                                        |
| 5-9-2015                                                               | Monrovia                                                               | Liberia                                                                | 1 – 0                                                                  | Tunisia                                                                | Qual. Coppa d'Africa 2017                                              | -                                                                      | 68’                                                                    |
| 8-10-2015                                                              | Monrovia                                                               | Liberia                                                                | 1 – 1                                                                  | Guinea-Bissau                                                          | Qual. Mondiali 2018                                                    | -                                                                      | 73’                                                                    |
| 17-11-2015                                                             | Abidjan                                                                | Costa d'Avorio                                                         | 3 – 0                                                                  | Liberia                                                                | Qual. Mondiali 2018                                                    | -                                                                      | 55’                                                                    |
| 4-9-2016                                                               | Monastir                                                               | Tunisia                                                                | 4 – 1                                                                  | Liberia                                                                | Qual. Coppa d'Africa 2017                                              | -                                                                      | 65’                                                                    |
| 15-11-2016                                                             | Nairobi                                                                | Kenya                                                                  | 1 – 0                                                                  | Liberia                                                                | Amichevole                                                             | -                                                                      | 75’                                                                    |
| 11-6-2017                                                              | Harare                                                                 | Zimbabwe                                                               | 3 – 0                                                                  | Liberia                                                                | Qual. Coppa d'Africa 2019                                              | -                                                                      | 57’                                                                    |
| 9-9-2018                                                               | Monrovia                                                               | Liberia                                                                | 1 – 1                                                                  | RD del Congo                                                           | Qual. Coppa d'Africa 2019                                              | -                                                                      |                                                                        |
| 11-9-2018                                                              | Monrovia                                                               | Libano                                                                 | 1 – 2                                                                  | Nigeria                                                                | Amichevole                                                             | -                                                                      |                                                                        |
| 11-10-2018                                                             | Brazzaville                                                            | Rep. del Congo                                                         | 3 – 1                                                                  | Liberia                                                                | Qual. Coppa d'Africa 2019                                              | -                                                                      |                                                                        |
| 16-10-2018                                                             | Monrovia                                                               | Liberia                                                                | 2 – 1                                                                  | Rep. del Congo                                                         | Qual. Coppa d'Africa 2019                                              | -                                                                      |                                                                        |
| 18-11-2018                                                             | Monrovia                                                               | Liberia                                                                | 1 – 0                                                                  | Zimbabwe                                                               | Qual. Coppa d'Africa 2019                                              | -                                                                      |                                                                        |
| 24-3-2019                                                              | Kinshasa                                                               | RD del Congo                                                           | 1 – 0                                                                  | Liberia                                                                | Qual. Coppa d'Africa 2019                                              | -                                                                      |                                                                        |
| 26-3-2019                                                              | Abidjan                                                                | Costa d'Avorio                                                         | 1 – 0                                                                  | Liberia                                                                | Amichevole                                                             | -                                                                      |                                                                        |
| 4-9-2019                                                               | Monrovia                                                               | Liberia                                                                | 3 – 1                                                                  | Sierra Leone                                                           | Qual. Mondiali 2022                                                    | -                                                                      |                                                                        |
| 8-9-2019                                                               | Freetown                                                               | Sierra Leone                                                           | 1 – 0                                                                  | Liberia                                                                | Qual. Mondiali 2022                                                    | -                                                                      |                                                                        |
| 9-10-2019                                                              | Monrovia                                                               | Liberia                                                                | 1 – 0                                                                  | Ciad                                                                   | Qual. Coppa d'Africa 2023                                              | -                                                                      |                                                                        |
| 13-10-2019                                                             | N'Djamena                                                              | Ciad                                                                   | 1 – 0 (6 - 4 dtr)                                                      | Liberia                                                                | Qual. Coppa d'Africa 2023                                              | -                                                                      |                                                                        |
| 11-6-2021                                                              | Tunisi                                                                 | Mauritania                                                             | 1 – 0                                                                  | Liberia                                                                | Amichevole                                                             | -                                                                      |                                                                        |
| 14-6-2021                                                              | Tunisi                                                                 | Libia                                                                  | 0 – 1                                                                  | Liberia                                                                | Amichevole                                                             | 1                                                                      |                                                                        |
| 3-9-2021                                                               | Lagos                                                                  | Nigeria                                                                | 2 – 0                                                                  | Liberia                                                                | Qual. Mondiali 2022                                                    | -                                                                      |                                                                        |
| 6-9-2021                                                               | Douala                                                                 | Liberia                                                                | 1 – 0                                                                  | Rep. Centrafricana                                                     | Qual. Mondiali 2022                                                    | -                                                                      |                                                                        |
| 7-10-2021                                                              | Accra                                                                  | Liberia                                                                | 1 – 2                                                                  | Capo Verde                                                             | Qual. Mondiali 2022                                                    | -                                                                      |                                                                        |
| 10-10-2021                                                             | Praia                                                                  | Capo Verde                                                             | 1 – 0                                                                  | Liberia                                                                | Qual. Mondiali 2022                                                    | -                                                                      |                                                                        |
| 13-11-2021                                                             | Tangeri                                                                | Liberia                                                                | 0 – 2                                                                  | Nigeria                                                                | Qual. Mondiali 2022                                                    | -                                                                      |                                                                        |
| 16-11-2021                                                             | Tangeri                                                                | Liberia                                                                | 3 – 1                                                                  | Rep. Centrafricana                                                     | Qual. Mondiali 2022                                                    | -                                                                      |                                                                        |
| 13-6-2022                                                              | Casablanca                                                             | Liberia                                                                | 0 – 2                                                                  | Marocco                                                                | Qual. Coppa d'Africa 2023                                              | -                                                                      | 83’                                                                    |
| 25-9-2022                                                              | Alessandria d'Egitto                                                   | Niger                                                                  | 0 – 0                                                                  | Liberia                                                                | Amichevole                                                             | -                                                                      |                                                                        |
| 27-9-2022                                                              | Alessandria d'Egitto                                                   | Egitto                                                                 | 3 – 0                                                                  | Liberia                                                                | Amichevole                                                             | -                                                                      |                                                                        |
| 24-3-2023                                                              | Soweto                                                                 | Sudafrica                                                              | 2 – 2                                                                  | Liberia                                                                | Qual. Coppa d'Africa 2023                                              | -                                                                      |                                                                        |
| 28-3-2023                                                              | Monrovia                                                               | Liberia                                                                | 1 – 2                                                                  | Sudafrica                                                              | Qual. Coppa d'Africa 2023                                              | -                                                                      |                                                                        |
| 12-9-2023                                                              | Accra                                                                  | Ghana                                                                  | 3 – 1                                                                  | Liberia                                                                | Amichevole                                                             | -                                                                      |                                                                        |
| 14-10-2023                                                             | Monrovia                                                               | Liberia                                                                | 2 – 3                                                                  | Libia                                                                  | Amichevole                                                             | 1                                                                      |                                                                        |
| 17-10-2023                                                             | Agadir                                                                 | Marocco                                                                | 3 – 0                                                                  | Liberia                                                                | Qual. Coppa d'Africa 2023                                              | -                                                                      |                                                                        |
| 17-11-2023                                                             | Paynesville                                                            | Liberia                                                                | 0 – 1                                                                  | Malawi                                                                 | Qual. Mondiali 2026                                                    | -                                                                      | cap.                                                                   |
| 20-11-2023                                                             | Paynesville                                                            | Liberia                                                                | 3 – 0 tav                                                              | Guinea Equatoriale                                                     | Qual. Mondiali 2026                                                    | -                                                                      |                                                                        |
| 20-3-2024                                                              | Marrakech                                                              | Gibuti                                                                 | 0 – 2                                                                  | Liberia                                                                | Qual. Coppa d'Africa 2025                                              | 1                                                                      |                                                                        |
| 26-3-2024                                                              | Monrovia                                                               | Liberia                                                                | 0 – 0                                                                  | Gibuti                                                                 | Qual. Coppa d'Africa 2025                                              | -                                                                      | cap.                                                                   |
| 5-6-2024                                                               | Johannesburg                                                           | Namibia                                                                | 1 – 1                                                                  | Liberia                                                                | Qual. Mondiali 2026                                                    | -                                                                      | cap.                                                                   |
| 9-6-2024                                                               | Oujda                                                                  | São Tomé e Príncipe                                                    | 0 – 1                                                                  | Liberia                                                                | Qual. Mondiali 2026                                                    | -                                                                      | cap.                                                                   |
| 6-9-2024                                                               | Lomé                                                                   | Togo                                                                   | 1 – 1                                                                  | Liberia                                                                | Qual. Coppa d'Africa 2025                                              | -                                                                      | cap.                                                                   |
| 10-9-2024                                                              | Monrovia                                                               | Liberia                                                                | 0 – 3                                                                  | Algeria                                                                | Qual. Coppa d'Africa 2025                                              | -                                                                      | cap.                                                                   |
| 11-10-2024                                                             | Malabo                                                                 | Guinea Equatoriale                                                     | 1 – 0                                                                  | Liberia                                                                | Qual. Coppa d'Africa 2025                                              | -                                                                      | cap. 84’                                                               |
| 14-10-2024                                                             | Monrovia                                                               | Liberia                                                                | 1 – 2                                                                  | Guinea Equatoriale                                                     | Qual. Coppa d'Africa 2025                                              | -                                                                      | cap.                                                                   |
| 13-11-2024                                                             | Monrovia                                                               | Liberia                                                                | 1 – 0                                                                  | Togo                                                                   | Qual. Coppa d'Africa 2025                                              | -                                                                      | Cap.                                                                   |
| 19-3-2025                                                              | Monrovia                                                               | Liberia                                                                | 0 – 1                                                                  | Tunisia                                                                | Qual. Mondiali 2026                                                    | -                                                                      | Cap.                                                                   |
| 24-3-2025                                                              | Monrovia                                                               | Liberia                                                                | 2 – 1                                                                  | São Tomé e Príncipe                                                    | Qual. Mondiali 2026                                                    | -                                                                      | Cap.                                                                   |
| Totale                                                                 |                                                                        | Presenze                                                               | 47                                                                     |                                                                        | Reti                                                                   | 3                                                                      |                                                                        |

## Palmarès

### Club

#### Competizioni nazionali
- Campionato ceco: 3

Slavia Praga: 2019-2020, 2020-2021, 2024-2025
- Coppa della Repubblica Ceca: 2

Slavia Praga: 2020-2021, 2022-2023